# Pentila elisabetha
Pentila elisabetha är en fjärilsart som beskrevs av Gustaaf Hulstaert 1924. Pentila elisabetha ingår i släktet Pentila och familjen juvelvingar. Inga underarter finns listade i Catalogue of Life.